# ТВ лица... Као сав нормалан свет
Тв лица... као сав нормалан свет је телевизијска емисија ауторке и водитељке Тање Петернек-Алексић, која се од 2002. године емитује на Радио-телевизији Србије. Емитује се суботом у 14:00 на РТС 1. Од 2007. године емисије се чувају у Југословенској кинотеци.

## Концепт емисије
Концепција емисије је један дан у животу, много локација на којима се снима, бројна путовања по земљи и иностранству, занимљиви догађаји, концерти, премијере, позоришне представе... Све то створило је специфичан жанр - интервју у документарној форми.

## Гости
До сада је у емисији гостовао велики број значајних личности са ових простора, међу којима су: Новак Ђоковић, Милена Дравић, Немања Радуловић, Владета Јеротић, Тимоти Бајфорд, Љиљана Хабјановић Ђуровић, Емир Кустурица, Горан Паскаљевић, Момо Капор, Душан Ивковић, Оља Ивањицки, Бранко Милићевић Коцкица, Неле Карајлић, Љубиша Самарџић, Мира Бањац, Бата Живојиновић, Пуриша Ђорђевић, Воки Костић, Мића Орловић, Оливера Катарина, Светлана Бојковић, Васил Хаџиманов, Неда Арнерић, Здравко Шотра, Синиша Павић, Ђорђе Балашевић, Бора Ђорђевић, Бојан Суђић, Јова Радовановић, Јелисавета Карађорђевић, Мустафа Надаревић, Петар Краљ, Перо Зубац...

## Награде
Ауторка и водитељка емисије, Тања Петернек Алексић је за исту добила награду Златни беочуг за допринос култури 2008. године. Такође, од 2007. године све емисије се чувају у Југословенској кинотеци, као једини тв серијал у овој архиви.